# Битва при Жерберуа
Битва при Жерберуа́ (фр. Bataille de Gerberoy, англ. Battle of Gerberoy) — одно из сражений заключительного этапа Столетней войны, победа французской армии над англичанами, одержанная 9 мая 1435 года в Жерберуа, Пикардия.

## Предыстория
К весне 1435 года Столетняя война разгорелась с новой силой. Английская армия, всё ещё сохранявшая сильные позиции как на севере Франции, так и в Аквитании, продолжала контролировать всю Нормандию и Париж. Однако англичанам с каждым годом становилось всё труднее удерживать территории, которыми они владели согласно договору в Труа (1420 г.). Даже несмотря на пленение и казнь Жанны д’Арк в 1431 году, перевес в войне склонялся в сторону французов.
В течение 1434 года король Франции Карл VII вернул под свой контроль ряд важных городов к северу от Парижа: Суассон, Санлис, Бове. Учитывая сложившееся положение, стратегическое значение замка Жерберуа заключалось в том, что этот форпост, глубоко продвинутый во вражескую территорию, мог представлять определенную угрозу для англичан в Нормандии и, к тому же, прикрывал недавно завоеванный Бове. Французы заняли Жерберуа ещё в 1432 году, но тогда были не готовы закрепиться в нём и разрушили все укрепления, чтобы замком не смогли воспользоваться англичане. Однако спустя два года соотношение сил изменилось, и у Карла VII появились новые планы относительно Жерберуа: весной 1435 г. он приказал вновь занять замок и отстроить фортификационные сооружения.
Эта миссия была поручена отряду, точное количество воинов в котором не известно. Однако согласно повествованию каноника Жана Пилле (Jean Pillet), историографа Жерберуа, его численность была где-то между 600 и 1800 человек. Командовали отрядом старые соратники Жанны д’Арк — капитаны Этьен де Виньоль (Ла Гир) и Потон де Сентрайль, которые приехали из Бове и сразу по прибытии, ночью, начали восстанавливать разрушенные укрепления.
В это время в городе Гурне (ныне Гурне-ан-Бре, департамент Сена Приморская), в дюжине километров к юго-западу от Жерберуа, в полной боевой готовности находился отряд англичан под командованием графа Арундела. Этот отряд был снаряжен для экспедиции в городок Рю (ныне в департаменте Сомма), также недавно захваченный французами. Однако крепость Жерберуа была потенциально намного важнее и выдворение оттуда французов становилось приоритетной задачей. Слухи об укреплении старого замка быстро достигли Гурне.
Недооценив численность французских сил и стремясь захватить город прежде, чем он будет хорошо укреплён, Арундел немедленно, ночью с 8 на 9 мая 1435 года, поспешил к Жерберуа. Его войско насчитывало, очевидно, около 3000 человек (не только англичан, но и местных нормандских дворян) и намного превосходило французов по численности. Ошибкой Арундела стало то, что он полагал, что французы будут либо обороняться, либо отступят. Англичане не ожидали, что сами могут быть атакованы.

## Битва
Ранним утром 9 мая Арундел подошел к Жерберуа во главе небольшого авангарда. Решив дождаться подхода своих основных сил, англичане начали окапываться в близлежащей ложбине (впоследствии названной именем Арундела, фр. le Val d’Arondel).
Благодаря господствующему положению замка на местности, французы быстро сообразили, что перед ними лишь слабый малочисленный авангард. Понимая, что обороняться в неукреплённом замке бессмысленно, они решили биться в открытом поле и застали англичан врасплох.
Кавалерия Ла Гира вышла из города и, обойдя отряд Арундела, атаковала основные силы англичан на дороге Гурне-Жерберуа. Последние оказались абсолютно не готовы к бою и шли походным маршем, так как были уверены, что Арундел уже заблокировал выходы из замка. Несмотря на значительное численное преимущество, англичане не смогли оказать организованного сопротивления и были обращены в бегство. Французы преследовали их до окрестностей Гурне.
В это же время, остаток гарнизона Жерберуа во главе с Сентрайлем сражался с отрядом Арундела. Изолированные и не получившие подкрепления англичане ожесточенно оборонялись (используя изгородь и колья). Сам граф Арундел был тяжело ранен в ногу выстрелом из кулеврины.
Когда всадники Ла Гира вернулись из своего победоносного рейда, положение англичан стало вовсе безнадёжным. Арундел попал в плен, где вскоре скончался от ран. Английские потери были значительными (несколько сотен человек убитыми и пленными, хотя точные данные неизвестны). Французы потеряли всего около двадцати бойцов.

## Последствия
Войска Карла VII сохранили контроль над Жерберуа, однако в Пикардии всё ещё было неспокойно. Город вновь был отвоёван англичанами в октябре 1437 года и окончательно возвращён Франции только в 1449 году. Лишь после битвы при Форминьи в 1450 году, когда англичане были навсегда изгнаны из Нормандии, местность перестала быть пограничной зоной.
Сражение при Жерберуа, не являясь, конечно, одним из решающих столкновений Столетней войны, тем не менее, чётко отражает тенденции на её заключительном этапе. Оно стало первым заметным событием после побед Жанны д’Арк и в этом плане является продолжением французских успехов 1429—1430 годов. Несомненно и то, что победа при Жерберуа улучшила положение французов и способствовала взятию ими Парижа в следующем, 1436 году.

## Первоисточники
- The chronicles of Enguerrand de Monstrelet. Chapter CLXXII: La Hire, Poton, Philip de la Tour, and the Lord de Fontaines defeat the earl of Arundel before the castle of Gerberoy. P.637-638